# Кусола
Кусола (мар. Кӱсола) — деревня в Волжском районе Республики Марий Эл, входит в состав Сотнурского сельского поселения. Название означает «каменистая деревня».

## География
Расположена в 6 км по автодорогам к западу от центра поселения — села Сотнур, в 58 км по автодорогам к северо-востоку от центра Волжска.

## История
Деревня сначала называлась Изи Шарембал и входила в состав Сотнурского сельсовета.
В 1933 году в деревне Кусола организована сельхозартель «У эр». В 1940 году колхоз обслуживался Сотнурской МТС. В состав колхоза входил 21 двор, 83 человека, марийцы. В конюшне содержались 14 лошадей, в коровнике — 8 голов КРС, в овчарне — 13 овец. Кроме этого в колхозном стаде было 16 голов птицы, 5 пчелосемей. В начале 40-х годов в деревне было 37 дворов.
В годы Великой Отечественной войны 21 житель деревни был призван на фронт, не вернулось с войны 14 человек.
В 1952 году деревня Кусола Сотнурского сельсовета Сотнурского района находилась в составе колхоза имени Литвинова. В 1969 году деревня — в составе Сотнурского сельсовета Волжского района.
В 1980 году в деревне Кусола Петъяльского сельсовета Волжского района в 15 хозяйствах проживали 17 мужчин, 20 женщин, большинство — марийцы. Деревня входила в состав совхоза «Дружба». В деревне были электричество, радио, телевизоры. Жители пользовались сжиженным газом, водой из 1 колодца. Большинство домов были построены в годы Великой Отечественной войны.
По данным переписи 2002 года население — 12 человек (марийцы — 83 %). По данным текущего учета — 8 хозяйств, 20 жителей (8 мужчин, 12 женщин). Деревня радиофицирована, в одном доме имелся телефон, водой жители пользовались из ключа. Ведётся новое строительство. С 2004 года — в составе Сотнурского сельского поселения.
В 2010 году — 10 человек (3 мужчины, 7 женщин).

## Население
| 2002 | 2010 |
| ---- | ---- |
| 12   | ↘10  |